# Greenspond
Greenspond is een gemeente (town) in de Canadese provincie Newfoundland en Labrador. De gemeente bestaat uit Greenspond Island en een aantal kleine eilandjes direct ten zuiden ervan. Deze eilanden liggen in Bonavista Bay, een grote baai aan de Kittiwake Coast in het oosten van het eiland Newfoundland.

## Geografie
Het hoofdeiland van de gemeente Greenspond is het gelijknamige Greenspond Island. Het meet 2,6 km² en huisvest ongeveer 90% van de inwoners van de gemeente. Het eiland ligt slechts 700 meter ten oosten van het "vasteland" van Newfoundland en is ermee verbonden via Greenspond Road. Die weg ligt op een dijk met daarin een opening waarover een 25 meter lang brugje ligt.
Het dorpscentrum ligt in het zuiden van het eiland. Direct ten zuiden ervan liggen nog een aantal kleinere eilandjes. Twee hiervan – Wings Island en Ship Island – worden slechts door enkele meters aan zeewater van het hoofdeiland gescheiden. Deze twee eilandjes zijn eveneens via de weg met de rest van het dorp verbonden en tellen beide een handvol huizen.  

## Demografie
Demografisch gezien is Greenspond, net zoals de meeste kleine dorpen op Newfoundland, aan het krimpen. Tussen 1991 en 2021 daalde de bevolkingsomvang van 435 naar 257. Dat komt neer op een daling van 178 inwoners (-40,9%) in dertig jaar tijd.
| Jaar | Aantal inwoners | Verschil |
| ---- | --------------- | -------- |
| 1991 | 435             | –        |
| 1996 | 425             | -2,3%    |
| 2001 | 383             | -9,9%    |
| 2006 | 365             | -4,7%    |
| 2011 | 305             | -16,4%   |
| 2016 | 266             | -12,8%   |
| 2021 | 257             | -3,4%    |

## Galerij

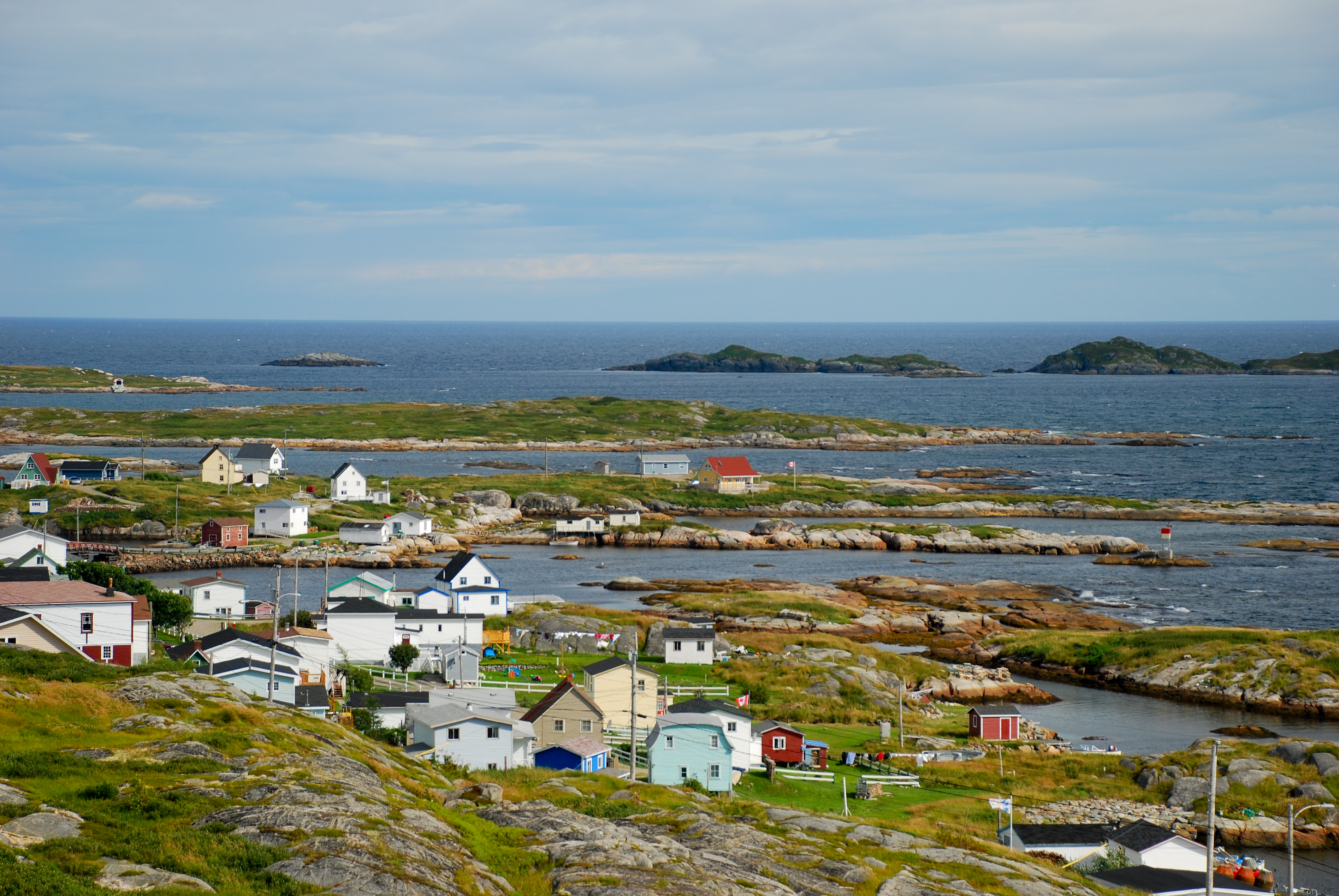
Zicht op het dorp Greenspond
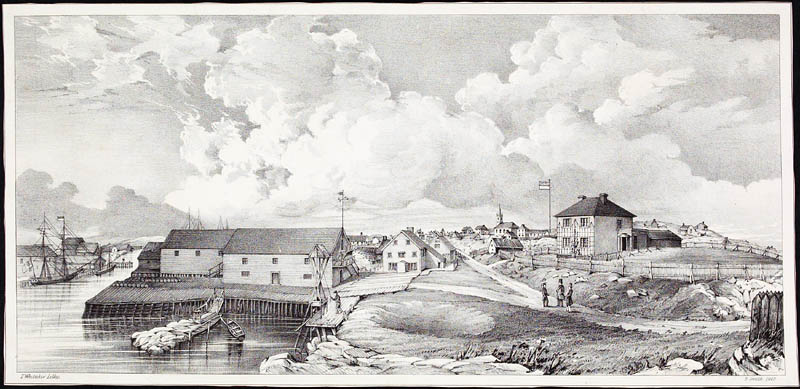
Ets van het dorpszicht uit 1846